# ستاره میستو (ناحیه سویتاوی)
ستاره میستو (ناحیه سویتاوی) (به چکی: Staré Město) یک منطقهٔ مسکونی در جمهوری چک است که در ناحیه سویتاوی واقع شده‌است. ستاره میستو ۲۴٫۷۳ کیلومتر مربع مساحت و ۱٬۰۰۶ نفر جمعیت دارد و ۴۱۸ متر بالاتر از سطح دریا واقع شده‌است.